# Carmen-Maja Antoni

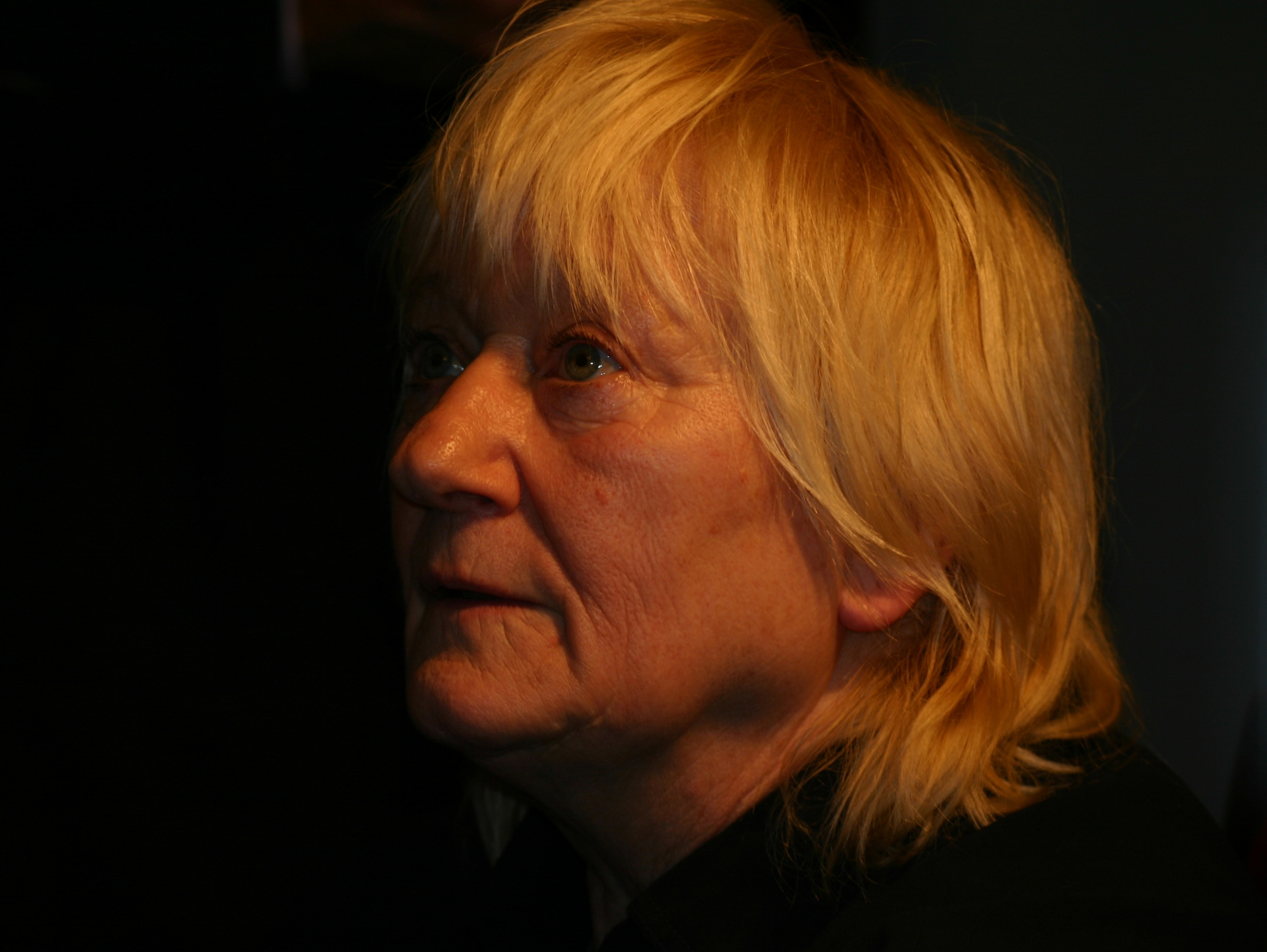
Carmen-Maja Antoni, 2013

Carmen-Maja Antoni (* 23. August 1945 in Berlin) ist eine deutsche Schauspielerin und Hörspielsprecherin. Sie war eine der profiliertesten Charakterdarstellerinnen der DDR, die erfolgreich am Berliner Ensemble wirkte. Ihren Durchbruch als Filmschauspielerin hatte sie 1987 in dem DEFA-Spielfilm Kindheit. Im wiedervereinigten Deutschland wurde sie vor allem durch ihre zahlreichen Nebenrollen in verschiedenen Filmen und Serien bekannt.

## Leben

### Herkunft und Anfänge
Carmen-Maja Antoni wurde im August 1945 in den Nachkriegswirren des Zweiten Weltkrieges als Tochter des Kunstmalers Pedro Antoni, der die Familie kurz nach ihrer Geburt verließ, und der Allroundkünstlerin und späteren DFF-Aufnahmeleiterin Ursula Antoni-Orendt, die Alkoholikerin war, geboren. Sie wuchs in einer Reihenhaussiedlung in Berlin-Adlershof auf und begann im Alter von elf Jahren für Film und Fernsehen zu arbeiten, um ihre Familie und ihre Schwester zu ernähren. Antoni besuchte seinerzeit die Erweiterte Oberschule „Klement Gottwald“. Ab 1959 war sie unter der Regie von Gisela Schwartz-Martell einer der drei „Blauen Blitze“ in einem Pionier-Kabarett im DDR-Fernsehen, das Alltagssituationen in gewitzten Gesprächen zeigte. Eine weitere Zusammenarbeit mit Schwartz-Martell folgte im selben Jahr mit der musikalischen Pionierkomödie Der Dieb im Warenhaus.

### Ausbildung und Theater
1962 bestand Antoni noch vor dem Abitur die Aufnahmeprüfung an der Deutschen Hochschule für Filmkunst in Potsdam-Babelsberg. Sie studierte von 1962 bis 1965 an der Staatlichen Schauspielschule Berlin-Schöneweide und war eine der jüngsten Studentinnen des Jahrgangs. Noch während ihrer Schauspielausbildung wurde sie am Potsdamer Hans-Otto-Theater engagiert, wo sie 1964 im Alter von 18 Jahren „erdverbunden, naiv und unerschütterlich“ die bis dato jüngste Magd Grusche in Bertolt Brechts Der kaukasische Kreidekreis gab. Daneben wurde sie in Gotthold Ephraim Lessings Lustspiel Minna von Barnhelm in der Titelrolle besetzt.
1970 wechselte sie zur Volksbühne Berlin, wo sie von den Regisseuren Benno Besson, Matthias Langhoff und Fritz Marquardt in meist komischen und grotesken Rollen besetzt wurde. 1975 holte die Choreografin Ruth Berghaus sie an das Berliner Ensemble, wo sie bis 2013 festes Ensemblemitglied war. Sie spielte in Inszenierungen wie dem Ein-Personen-Stück Jacke wie Hose von Manfred Karge und als Frau des Holzfällers Sganarelle (Rolf Ludwig) in der auch 1971 für das Fernsehen aufgezeichneten Inszenierung Der Arzt wider Willen nach dem gleichnamigen Bühnenstück des französischen Dichters Molière. Daneben wirkte sie in etlichen Stücken von William Shakespeare und Bertolt Brecht, unter anderem 1988/89 sowie 1991 in dem Drama Der gute Mensch von Sezuan, wo sie die weiblich-männliche Doppelrolle Shen Te/Shui Ta übernahm, mit. 1974/75 wurde sie jeweils mit dem Kritikerpreis der Berliner Zeitung als Beste Darstellerin des Jahres für ihre Rollen in Herr Puntila und sein Knecht Matti und Heiner Müllers Herakles V ausgezeichnet. Im Musiktheater zeigte Antoni gesangliche und artistische Einlagen. Hierneben war sie in den 1980er Jahren mit einem Bertolt-Brecht-Programm in Westeuropa und in den USA zu sehen.
Nach der Wende war Antoni weiterhin am Berliner Ensemble aktiv. 1990 bekam sie für ihre Darstellung der Serafima Iljinitschna, der Schwiegermutter des Protagonisten Semjon Podsekalnikow, in einer Inszenierung von Nikolai Robertowitsch Erdmans Der Selbstmörder die Helene-Weigel-Medaille verliehen. 1999 übernahm Intendant Claus Peymann sie, und Antoni trat weiterhin in zahlreichen Bühneninszenierungen, wie in den Brecht-Stücken Die Mutter als Pelagea Wlassowa sowie in Die heilige Johanna der Schlachthöfe oder 2001 in Lessings Nathan der Weise als Rechas Gesellschafterin Daja, am Berliner Ensemble in Erscheinung. In ihrer ersten Inszenierung unter Peymann spielte sie in Die Brechtakte von George Tabori die klein angelegte Rolle der Helene Weigel, in der sie nur drei Sätze sprechen durfte.
Nachdem sie 2013 ihr Engagement am Berliner Ensemble beendet hatte, stand sie wiederholt als Gast auf der Bühne. Im Februar 2016 war sie unter anderem erneut in der Rolle der Schwiegermutter in Erdmans Der Selbstmörder zu sehen, für die sie bereits 1990 ausgezeichnet wurde. In Heinrich von Kleists Drama Prinz Friedrich von Homburg oder die Schlacht bei Fehrbellin, mit der sich ihr Intendant Claus Peymann vom Berliner Ensemble verabschiedete, gab sie ab Februar 2017 neben Sabin Tambrea in der Titelrolle die Obrist Kottwitz vom Regiment der Prinzessin von Oranien.

### Film und Fernsehen

#### DDR
Neben ihrer Bühnenarbeit war sie ab Mitte der 1960er-Jahre verstärkt auch in Film und Fernsehen zu sehen, oftmals in prägnanten Nebenrollen. Ihr Filmdebüt gab sie 1964 in Wolfgang Luderers Komödie Der Reserveheld, in der sie ein junges Mädchen darstellte. Danach stand sie für drei für das Kino gedrehte Produktionen, die Romanverfilmung Das Kaninchen bin ich (1965; als Schulfreundin) von Kurt Maetzig, das Filmdrama Denk bloß nicht, ich heule (1965; als Studentin mit Brille) und den Spielfilm Fräulein Schmetterling (1966; als junge Kundin im Exquisit), vor der Kamera, die jedoch im Zuge des 11. Plenum des ZK der SED verboten und erst 1990 bzw. 2005 uraufgeführt wurden. In der DEFA-Filmkomödie Der Mann, der nach der Oma kam (1971) mit Winfried Glatzeder und Rolf Herricht spielte sie die Versicherungskassiererin Haubold.
In der Folgezeit wurde sie in verschiedenen Nebenrollen in Film- und Fernsehproduktionen der DEFA und des DFF besetzt. Auch in zahlreichen Kinder- und Jugendproduktionen wirkte Antoni mit. In Rolf Losanskys Blumen für den Mann im Mond (1975) war sie in der Rolle der Maja zu sehen. In dem DFF-Märchenfilm Zwerg Nase (1978) spielte sie an der Seite von Doris Abeßer die Titelrolle des jungen Jakobs als verwandelter Zwerg. In dem Jugendfilm Max und siebeneinhalb Jungen (1980) war sie als Postangestellte zu sehen. 1981 agierte sie in den Kinderfilmen Der Dicke und ich und Die dicke Tilla jeweils als Mutter. Schauspieler und Regisseur Dieter Bellmann engagierte sie 1982 für seine DFF-Märchenproduktion Der Hase und der Igel als Igelin. 1986 übernahm sie innerhalb der Trickfilmserie Unser Sandmännchen die Aufgabe als Sprecherin des kleinen aufmüpfigen Wasserkoboldes Plumps. Im Juli 1989 war sie unter der Regie von Hannelore Unterberg in dem DEFA-Märchenfilm Verflixtes Mißgeschick!, der auf dem Märchen Wer das Unglück meistert, findet das Glück von Samuil Marschak basiert, in der Titelrolle als Missgeschick, einem koboldartigen Wesen, welches sich immer nach neuen Opfer umschaut, im Berliner Colosseum zu sehen.
1987 war Antoni in der Filmbiografie Käthe Kollwitz – Bilder eines Lebens an der Seite von Jutta Wachowiak als Fräulein Lina, der Vertrauten der Künstlerin Kollwitz, zu sehen. Im selben Jahr besetzte Siegfried Kühn sie in seinem Spielfilm Kindheit erstmals für eine Hauptrolle. Sie spielte die Großmutter des neunjährigen Alfons, der seine Kindheit um 1944 in einem schlesischen Dorf verlebt. Ihre Darstellung brachte ihr den DDR-Kritikerpreis „Die große Klappe“ als Beste Darstellerin ein. 1989 bekam sie für ihr künstlerisches Gesamtschaffen den Kunstpreis der DDR.

#### Nach der Wende
Nach dem Ende der DDR war Antoni weiterhin in zahlreichen Kino- und Fernsehproduktionen zu sehen und konnte dabei an ihre schauspielerischen Erfolge anknüpfen. In Horst Seemanns Literaturverfilmung Zwischen Pankow und Zehlendorf (1991), einem der letzten Filme der DEFA, spielte sie eine Antiquitätenverkäuferin.
Von 1994 bis 2013 zählte Antoni als hilfreiche und forsche Sekretärin Karin von Lomanski durchgehend zur Stammbesetzung der ZDF-Samstagskrimireihe Rosa Roth mit Iris Berben in der Titelrolle.
In der mehrteiligen Literaturverfilmung Der Laden (1997/1998) nach Erwin Strittmatter war sie in der Rolle einer patenten Großmutter zu sehen. Weitere Nebenrollen übernahm sie als Uschi in Wolfgang Beckers Das Leben ist eine Baustelle (1997), in Andreas Dresens Nachtgestalten (1999) als Frau im Hospiz und in Hannes Stöhrs Tragikomödie Berlin is in Germany als Bewährungshelferin des wegen Totschlags zu elf Jahren Haft verurteilten DDR-Bürgers Martin Schulz (Jörg Schüttauf).
Von 2007 bis 2022 spielte sie in der neunteiligen ARD-Fernsehfilmreihe Polizeihauptmeister Krause die Rolle der schrulligen Gaststättenbetreiberin Elsa Krause, die Schwester des titelgebenden Dorfpolizisten Horst Krause. In dem deutsch-US-amerikanischen Kinofilm Der Vorleser (2008) verkörperte sie die Gefängnisbibliothekarin. Unter der Regie von Michael Haneke war sie in dem vielfach preisgekrönten Drama Das weiße Band – Eine deutsche Kindergeschichte (2009) als Leichenwäscherin zu sehen.
In Dirk Kummers Fernsehkomödie Keiner geht verloren (2010) war sie in der Rolle der Rita als Filmmutter ihrer eigenen Tochter Jennipher (im Film Katja) zu sehen. 2011 spielte Antoni an der Seite von Tilo Prückner in der ARD-Fernsehkomödie Holger sacht nix, in der sie dessen gesprächigere Ehefrau Lilo Thiessen verkörpert. In der ZDF-Krimireihe Joachim Vernau ist sie seit 2012 in einer durchgehenden Seriennebenrolle als Frau Huth, genannt „Hüthchen“, Freundin von Joachim Vernaus Mutter Hildegard (Elisabeth Schwarz), zu sehen.
In der 3. Staffel der Krimiserie Mord mit Aussicht war sie 2014 als Irmtraud Schäffer, nervig-fürsorgliche Mutter des Polizisten Dietmar Schäffer (Bjarne Mädel), in den Folgen 29 bis 39 zu sehen. In dem Spielfilm Ein Mord mit Aussicht (2015) übernahm sie diese Rolle erneut.
Seit 2019 verkörpert sie als Renate Merz die Mutter des von Christoph Maria Herbst gespielten Erik Merz in der ZDF-Comedyserie Merz gegen Merz. Für die im März 2020 in den deutschen Kinos gestartete Filmkomödie Die Känguru-Chroniken stand sie unter Regie von Dani Levy in der Rolle der Kneipenwirtin Hertha vor der Kamera.
Sie ist Dozentin an der Hochschule für Film und Fernsehen „Konrad Wolf“ in Potsdam-Babelsberg und an der Hochschule für Schauspielkunst Ernst Busch.

### Sprechertätigkeiten
Neben ihrer Arbeit auf der Bühne sowie in Film und Fernsehen arbeitet Antoni seit 1970 aktiv als Hörspielsprecherin. Gelegentlich wirkte sie auch als Synchronsprecherin. So übernahm sie etwa die Synchronisation für den tschechischen Schauspieler Jiří Růžička, indem sie in dem DEFA-Märchenfilm Drei Haselnüsse für Aschenbrödel (1973) die Rolle des Küchenjungen einsprach.
Gemeinsam mit der Schauspielerin und Theaterregisseurin Johanna Schall, der Enkelin von Bertolt Brecht, nahm sie 1999 gesungene Brecht-Lieder unter dem Titel Bertolt Brecht gesungen von Antoni & Schall (Patmos Verlag) auf.
Seit 2014 spricht sie die „Online-Omi“ in den Hörbüchern der gleichnamigen Buchreihe des deutschen humoristischen Schriftstellers Torsten Rohde, der seine Werke unter Pseudonym Renate Bergmann veröffentlicht.

### Privates
Carmen-Maja Antoni war von 1974 bis zu dessen Tod mit dem Journalisten Malte Antoni (1944–1998) verheiratet, mit dem sie einen gemeinsamen Sohn und eine gemeinsame Tochter, die Schauspielerin Jennipher Antoni (* 1976), hat. Seit 2009 ist sie Vorsitzende des IMPULS-Jugendwerks. Sie lebt in Berlin-Prenzlauer Berg.
Im März 2013 erschien unter dem Titel Im Leben gibt es keine Proben im Verlag „Das Neue Berlin“ in Zusammenarbeit mit der Journalistin und Autorin Brigitte Biermann eine Autobiografie Antonis.

## Filmografie

### Kino
- 1965: Der Reserveheld
- 1965: Das Kaninchen bin ich
- 1965: Denk bloß nicht, ich heule
- 1966: Fräulein Schmetterling (unvollendet)
- 1968: Schüsse unterm Galgen
- 1968: Hauptmann Florian von der Mühle
- 1969: Zeit zu leben
- 1970: Unterwegs zu Lenin
- 1970: Zeit der Störche
- 1972: Der Mann, der nach der Oma kam
- 1972: Eolomea (als Stimme des Roboters)
- 1973: Das zweite Leben des Friedrich Wilhelm Georg Platow
- 1974: Johannes Kepler
- 1975: Blumen für den Mann im Mond
- 1975: Bankett für Achilles
- 1979: Einfach Blumen aufs Dach
- 1980: Alle meine Mädchen
- 1980: Max und siebeneinhalb Jungen
- 1981: Der Dicke und ich
- 1981: Die dicke Tilla
- 1985: Die Gänse von Bützow
- 1987: Käthe Kollwitz – Bilder eines Lebens
- 1987: Kindheit
- 1989: Verflixtes Mißgeschick!
- 1991: Zwischen Pankow und Zehlendorf
- 1993: Rosenemil
- 1996: Das Leben ist eine Baustelle
- 1999: Wohin mit den Witwen
- 1999: Nachtgestalten
- 1999: Die Hochzeitskuh
- 2001: Berlin is in Germany
- 2001: Pinky und der Millionenmops
- 2001: Der Zimmerspringbrunnen
- 2002: Knallharte Jungs
- 2002: Inas Geburtstag
- 2003: Ein Schiff wird kommen
- 2005: Die Boxerin
- 2006: Komm näher
- 2008: Der Vorleser
- 2009: Das Brautkleid
- 2009: Das weiße Band – Eine deutsche Kindergeschichte
- 2011: Wer wenn nicht wir
- 2014: Miss Sixty
- 2018: Das schweigende Klassenzimmer
- 2020: Die Känguru-Chroniken
- 2022: Stasikomödie
- 2022: Die Känguru-Verschwörung
- 2022: Hui Buh und das Hexenschloss
- 2023: Die Unschärferelation der Liebe
- 2025: Der phönizische Meisterstreich

### Fernsehen

#### Fernsehfilme
- 1959: Der Dieb im Warenhaus
- 1965: Das Glück der Maria H.
- 1967: Das Mädchen an der Orga Privat
- 1967: Kleiner Mann – was nun?
- 1968: Wege übers Land (Fünfteiler)
- 1970: Junge Frau von 1914
- 1970: Unsere Klasse, große Klasse
- 1970: Zwei Briefe an Pospischiel (Zweiteiler)
- 1971: Rottenknechte (Fünfteiler)
- 1971: Pygmalion XII.
- 1973: Wenn die Tauben steigen
- 1973: Der kaukasische Kreidekreis
- 1974: Nachtasyl
- 1975: Heute ist Freitag
- 1975: Der Staatsanwalt hat das Wort: Hilfe für Maik (TV-Reihe)
- 1977: Auftrag: Überleben
- 1978: Zwerg Nase (Fernsehfilm)
- 1979: Herr Puntila und sein Knecht Matti
- 1980: Meines Vaters Straßenbahn (Zweiteiler)
- 1981: Jegor Bulytschow und die anderen
- 1982: Der Hase und der Igel
- 1983: Es geht einer vor die Hunde
- 1983: Der kaukasische Kreidekreis
- 1984: Eine schöne Bescherung
- 1986: Der junge Herr Siegmund
- 1986: Jungfer Miras Mirakel
- 1988: Jeder träumt von einem Pferd
- 1988: Gabriel, komm zurück
- 1990: Heimsuchung
- 1991: Der kleine Herr Friedemann
- 1991: Ein kleiner Knall am Nachmittag
- 1993: Die Narbe des Himmels
- 1994: Hass im Kopf
- 1995: … nächste Woche ist Frieden
- 1995: Mein heißgeliebter Führer. Liebesbriefe an Adolf Hitler
- 1996: Unter die Haut
- 1996: Katrin und Wladimir
- 1998: Move on Up
- 1998: Der Laden
- 2002: Brüder
- 2002: Harte Brötchen
- 2004: Land’s End
- 2008: Gott schützt die Liebenden
- 2009: Engel sucht Liebe
- 2009: Baby frei Haus
- 2010: Keiner geht verloren
- 2011: Lindburgs Fall
- 2011: Holger sacht nix
- 2015: Ein Mord mit Aussicht
- 2016: Die Kinder meines Bruders
- 2017: Der König von Berlin
- 2021: Meeresleuchten
- 2023: Düstersee

#### Fernsehreihen und -serien
- 1970: Der Staatsanwalt hat das Wort: Außenseiter (Fernsehreihe)
- 1974: Der Staatsanwalt hat das Wort: Schwester Martina
- 1975: Der Staatsanwalt hat das Wort: Geschiedene Leute
- 1985: Schauspielereien (Fernsehserie, Folge: Balancen)
- 1986: Unser Sandmännchen: Plumps (Stimme)
- 1988: Polizeiruf 110: Eifersucht (Fernsehreihe)
- 1989: Polizeiruf 110: Der Wahrheit verpflichtet
- 1993: Polizeiruf 110: Tod im Kraftwerk
- 1994: Polizeiruf 110: Arme Schweine
- 1994–2013: Rosa Roth (Fernsehreihe) → siehe Episodenliste
- 1999: In aller Freundschaft (Fernsehserie, 5 Folgen)
- 1999: Medicopter 117 – Jedes Leben zählt (Fernsehserie, Folge Die falsche Maßnahme)
- 1999: Klemperer – Ein Leben in Deutschland (Fernsehserie, Folge Küss mich in der Kurve)
- 1997: Tatort: Der Tod spielt mit (Fernsehreihe)
- 2007: Polizeiruf 110: Gefährliches Vertrauen
- 2007–2022: Polizeihauptmeister Krause (Fernsehreihe)
  - 2007: Krauses Fest
  - 2009: Krauses Kur
  - 2011: Krauses Braut
  - 2014: Krauses Geheimnis
  - 2016: Krauses Glück
  - 2019: Krauses Hoffnung
  - 2020: Krauses Umzug
  - 2021: Krauses Zukunft
  - 2022: Krauses Weihnacht
- 2008: Ein starkes Team: Hungrige Seelen (Fernsehreihe)
- 2011: Der Tatortreiniger (Fernsehserie, Folge Spuren)
- 2012: Notruf Hafenkante (Fernsehserie, Folge Es grünt so grün)
- seit 2012: Joachim Vernau (Fernsehreihe)
  - 2012: Das Kindermädchen
  - 2014: Die letzte Instanz
  - 2014: Der Mann ohne Schatten
  - 2016: Die 7. Stunde
  - 2019: Totengebet
  - 2021: Requiem für einen Freund
  - 2023: Düstersee
- 2013: Doc meets Dorf (Fernsehserie, 4 Folgen)
- 2013, 2015: SOKO Stuttgart (Fernsehserie, verschiedene Rollen, 2 Folgen)
- 2014: Mord mit Aussicht (Fernsehserie, 3. Staffel)
- 2015: Neben der Spur – Adrenalin (Fernsehreihe)
- 2015: Polizeiruf 110: Ikarus
- 2017: Tatort: Der scheidende Schupo
- 2019–2021: Merz gegen Merz (Fernsehserie)
- 2019: Frau Jordan stellt gleich (Fernsehserie, Folge Nazis und Neuwahlen)
- 2020: ÜberWeihnachten (Miniserie)
- 2022: Die Pflegionärin (Miniserie)
- 2023: Merz gegen Merz – Hochzeiten
- 2024: Merz gegen Merz – Geheimnisse
- 2025: Einspruch, Schatz! – Schwesterherz

### Synchronrollen
- 1973: Drei Haselnüsse für Aschenbrödel als Küchenjunge für Jiří Růžička
- 1978: Theresa, die Diebin als Dina für Isa Danieli
- 1980: Erzählungen eines Unbekannten als Polina für Lyudmila Zaytseva
- 1986: Das Märchen vom Däumling
- 2012: Hochzeitsnacht mit Hindernissen als Lopa Dutt für Meera Syal

## Theatrografie (Auswahl)
- 1968: Karl Mickel: Nausikaa (Magd) – Regie: Peter Kupke (Hans Otto Theater Potsdam)
- 1969: Klaus Wolf: Lagerfeuer (Krankenschwester) – Regie: Peter Kupke (Hans Otto Theater Potsdam)
- 1970: Walentin Katajew: Avantgarde (Sonja) – Regie: Fritz Marquardt (Volksbühne Berlin)
- 1971: Carlo Gozzi: König Hirsch (Cigolotti) – Regie: Benno Besson/Brigitte Soubeyran (Volksbühne Berlin)
- 1971: Heiner Müller: Weiberkomödie (Hilde Prill) – Regie: Fritz Marquardt (Volksbühne Berlin)
- 1972: Tirso de Molina: Don Gil von den grünen Hosen (Don Gil) – Regie: Brigitte Soubeyran (Volksbühne Berlin)
- 1973: Denis Diderot: Rameaus Neffe (Serviererin) – Regie: Brigitte Soubeyran/Ernstgeorg Hering/Helmut Straßburger (Volksbühne Berlin – Sternfoyer)
- 1976: Bertolt Brecht: Der gute Mensch von Sezuan (Shen Te/Shui Ta) – Regie: Benno Besson (Berliner Ensemble)
- 1977: Bertolt Brecht nach Jakob Michael Reinhold Lenz: Der Hofmeister (Magd) – Regie: Peter Kupke (Berliner Ensemble)
- 1978: Dario Fo: Bezahlt wird nicht (Antonia) – Regie: Konrad Zschiedrich (Berliner Ensemble)
- 1978: Bertolt Brecht: Leben des Galilei – Regie: Manfred Wekwerth/Joachim Tenschert (Berliner Ensemble)
- 1980: William Shakespeare: Der Widerspenstigen Zähmung (Katharina) – Regie: Christoph Brück/Wolf Bunge (Berliner Ensemble)
- 1982: Hanns Eisler: Johann Faustus (Grete) – Regie: Manfred Wekwerth/Joachim Tenschert (Berliner Ensemble)
- 1987: Bertolt Brecht: Baal (Mutter) – Regie: Alejandro Quintana (Berliner Ensemble)
- 1989: Nikolai Erdman: Der Selbstmörder (Schwiegermutter) – Regie: Manfred Weckwerth (Berliner Ensemble)
- 1991: Bertolt Brecht: Der gute Mensch von Sezuan (Shen Te) – Regie: Alejandro Quintana (Berliner Ensemble)

## Hörspiele
- 1970: Hans Christian Andersen: Das häßliche junge Entlein (Kater) – Regie: Dieter Scharfenberg (Kinderhörspiel – Litera)
- 1970: Jiří Vršťala: Ferdinand, paß auf! (Peter) – Regie: Jiří Vršťala (Kinderhörspiel – Litera)
- 1971: Boris Djacenko: Der Physiker und die Nixe (Jasikusa) – Regie: Werner Grunow (Hörspiel – Rundfunk der DDR)
- 1975: Alexej Tolstoi: Burattino (Burattino) – Regie: Dieter Scharfenberg (Kinderhörspiel – Litera)
- 1975: Jiří Kafka: Vom Wasser, das zu singen aufhörte (Frosch) – Regie: Albrecht Surkau (Kinderhörspiel – Litera)
- 1981: Hans Christian Andersen: Der standhafte Zinnsoldat (Kobold) – Regie: Heiner Möbius (Kinderhörspiel – Litera)
- 1982: Charles Dickens: Die Zaubergräte (Zofe) – Regie: Norbert Speer (Kinderhörspiel – Rundfunk der DDR)
- 1982: John Brinckman: Der Zweikampf zwischen Fuchs und Igel (Krähe) – Regie: Eveline Fuhrmeister (Kinderhörspiel – Rundfunk der DDR)
- 1982: Dieter Mucke: Der Kuckuck und die Katze (Erzählerin) – Regie: Karin Lorenz (Kinderhörspiel – Litera)
- 1983: Reinhard Lakomy/Monika Ehrhardt: Mimmelitt, das Stadtkaninchen (Mimmelitt) – Regie: Christel Wiemer (Kinderhörspiel – Amiga)
- 1984: Ran Bossilek/Maria Georgiewa: Goltscho-Habenichts (Langohr) – Regie: Helmut Hellstorff (Kinderhörspiel – Rundfunk der DDR)
- 1985: Wilhelm Jacoby/Carl Laufs: Pension Schöller (Amalia Pfeiffer) – Regie: Norbert Speer (Hörspiel – Rundfunk der DDR)
- 1986: Franz Fühmann: Ein Sommernachtstraum – Regie: Norbert Speer (Kinderhörspiel – Rundfunk der DDR)
- 1987: Franz Fühmann: Rumpelstielzchen (Erzählerin) – Regie: Achim Scholz (Hörspiel – Rundfunk der DDR)
- 1988: Pjotr Jerschow: Gorbunok, das Wunderpferdchen (Pferdchen) – Regie: Norbert Speer (Kinderhörspiel – Rundfunk der DDR)
- 1989: Gerhard Rentzsch: Szenen vom Lande – Regie: Karlheinz Liefers (Hörspielreihe: Augenblickchen Nr. 1 – Rundfunk der DDR)
- 1989: Ursula Ullrich: Traumpferdreiten oder: Wo kommen bloß die Babies her? (Katze Purr) – Regie: Karin Lorenz (Kinderhörspiel – Litera)
- 1991: Alexander Wolkow: Der Zauberer der Smaragdenstadt (Scheuch) – Regie: Dieter Scharfenberg (Hörspiel – Litera junior)
- 1991: Alexander Wolkow: Urfin und seine Holzsoldaten (Scheuch) – Regie: Dieter Scharfenberg (Hörspiel – Litera junior)
- 1991: Thomas Fuchs: Lisa (Frau Habermaas) – Regie: Wolfgang Rindfleisch (Kinderhörspiel – Funkhaus Berlin/SFB)
- 1992: Reinhard Lakomy & Monika Ehrhardt: Der Wasserkristall (Vogelscheuche) – Regie: Rainer Schwarz (Kinderhörspiel – DSB)
- 1993: Renate Görgen: Vom Melken oder Die Sinnlich-übersinnlichen Abenteuer des Walter Wolkenstein – Regie: Ursula Weck (Hörspiel – DS Kultur)
- 1993: Guido Koster: Im Viertel des Mondes (Aglaja) – Regie: Karlheinz Liefers (Hörspiel – DS-Kultur/SFB)
- 1994: Paul Sirett: Vissi d'Arte – Nur der Schönheit weiht' ich mein Leben (Miranda, Inspizientin) – Regie: Renate Heitzmann (Deutschlandradio Berlin)
- 1995: Reinhard Lakomy & Monika Ehrhardt: Der Regenbogen (Scheuche) – Regie: Jürgen Thormann (Kinderhörspiel – Sony Music)
- 1996: Klaus Pohl: Wartesaal Deutschland Stimmen Reich (Dr. Martina W.) – Regie: Dieter Mann/Norbert Schaeffer (Hörspiel – SWF)
- 1996: Franz Zauleck: Olga bleibt Olga – Regie: Karlheinz Liefers (Kinderhörspiel – DLR Berlin)
- 1999: Rolf Gozell: Prinzessin Maria vom Meere – Regie: Wolfgang Rindfleisch (Kinderhörspiel – DLR Berlin)
- 2002: Edith Nesbit: Die Kinder von Arden (Erzählerin) – Regie: Robert Schoen (Kinderhörspiel – SWR)
- 2003: Dylan Thomas: Unter dem Milchwald (Zweite Nachbarin) – Regie: Götz Fritsch (Hörspiel – MDR)
- 2005: Torsten Schulz: Boxhagener Platz (Oma Otti) – Regie: Gabriele Bigott (Hörspiel – RBB)
- 2008: Maraike Wittbrodt: Glücksbrief – Regie: Beatrix Ackers (Kinderhörspiel – DKultur)
- 2011: Jenny Reinhardt: Lina, König Faunfaun und der Bart des Katers – Regie: Klaus-Michael Klingsporn (Kinderhörspiel – DKultur)
- 2012: Judith Stadlin/Michael van Orsouw: Buus Halt Waterloo – Regie: Regine Ahrem/Judith Stadlin (Hörspiel – RBB)
- 2012: Inka Bach/Ingrun Aran: Schönes Wochenende (Sie) – Regie: Ingrun Aran (Hörspiel – RBB)
- 2012: Reinhard Lakomy & Monika Ehrhardt: Der Traumzauberbaum 4 – Herr Kellerstaub rettet Weihnachten (Möchthild) – Regie: Monika Ehrhardt (Kinderhörspiel – Sony Music)
- 2014: Elodie Pascal: Blowback | Der Auftrag – Regie: Elisabeth Pulz (Hörspiel – DKultur)
- 2016: Reinhard Lakomy & Monika Ehrhardt: Die Sonne (Scheuche) – Regie: Monika Ehrhardt (Kinderhörspiel – Sony Music)
- 2017: Peter Hacks: Geschichten von Henriette und Onkel Titus (Hörspiel – Eulenspiegel Verlag)

## Auszeichnungen
- 1974: Kritikerpreis der Berliner Zeitung: Beste Darstellerin des Jahres für ihre Rolle der Eva in Herr Puntila und sein Knecht Matti
- 1975: Kritikerpreis der Berliner Zeitung: Beste Darstellerin des Jahres für ihre Rolle der Herakles in Herakles V von Heiner Müller
- 1987: Kritikerpreis „Die große Klappe“: Beste Darstellerin für ihre Rolle als Großmutter in Kindheit
- 1988: Kritikerpreis der Berliner Zeitung: Beste Darstellerin des Jahres für ihre Rolle der Mutter in Baal
- 1988: 5. Nationales Spielfilmfestival der DDR: Nationaler Filmpreis in der Kategorie Beste Hauptdarstellerin für den Film Kindheit
- 1989: Kunstpreis der DDR für das künstlerische Gesamtschaffen
- 1990: Helene-Weigel-Medaille für die Darstellung der Schwiegermutter in Der Selbstmörder
- 2008: Deutscher Kritikerpreis (Ehrenpreis)
- 2025: Nominierung Deutscher Schauspielpreis in der Kategorie Komödiantische Rolle für Merz gegen Merz – Geheimnisse[21]